# Harrolds Motor Car Company
Harrolds Motor Car Company war ein US-amerikanischer Hersteller von Automobilen.

## Unternehmensgeschichte
Das Unternehmen wurde 1903 in New York City als Autohandel gegründet. Präsident und Generalmanager war Harry Unwin, der vorher Sekretär der Association of Automobile Manufacturers war. 1905 verließ Unwin das Unternehmen. Robert D. Garden übernahm die Leitung. Er beschränkte den Autohandel auf Fahrzeuge von Pierce-Arrow. Im gleichen Jahr stellte das Unternehmen einige Automobile her. Der Markenname lautete Harrolds.
Vom 4. Januar 1925 ist noch eine Anzeige des Unternehmens überliefert. Danach verliert sich die Spur des Unternehmens.

## Fahrzeuge
Ein Angebotszweig waren Spezialfahrzeuge nach Kundenwünschen auf Fahrgestellen von Pierce-Arrow.
Daneben entstanden leichte Elektroautos für Stadtfahrten. In den Garagen von Howard J. Dietz und William Rockefeller stand jeweils ein Harrolds.